# 指頭蚜
指頭蚜（学名：Phorodon humuli）为常蚜科指頭蚜屬下的一个种。